# Germaine Laoust-Chantréaux
Pour les articles homonymes, voir Laoust.
Germaine Laoust-Chantréaux (31 juillet 1912 à Alger - 12 novembre 2006 à Aix-en-Provence) est une institutrice, ethnologue et linguiste française.

## Biographie
Germaine Chantréaux descend d'une famille alsacienne installée en Algérie. Son grand-père, Eugène Scheer (1855-1893), instituteur, fut chargé en 1881 d'une mission sur les écoles en Kabylie. Elle est l'épouse de Henri Laoust, islamologue, et la belle-fille de Émile Laoust, ethnographe et dialectologue. Arabisante, elle est nommée institutrice à Miliana, puis en 1937 à Aït Hichem où une école de filles avait été créée en 1892. Elle y apprend la langue et s'intéresse à la culture kabyle en parcourant les montagnes à dos de mulet.
L'intérêt des notes prises lors de son séjour en Kabylie amenèrent Germaine Tillion, alors directrice d'études à la chaire d'ethnographie du Maghreb, à lui demander de les rassembler en un mémoire pour l'EHESS en 1964. Ce mémoire conservé dans les archives de l'EHESS a été retrouvé par Camille Lacoste-Dujardin, qui l'a édité en 1990 sous le titre Kabylie côté femmes. La vie féminine à Aït Hichem (1937-1939). Notes d'ethnographie.
Ses archives sont conservées à Aix Marseille Université, CNRS, MMSH, Aix-en-Provence, fonds FRMMSH013_MED_017.
En signe d'adoption, Germaine Laoust est surnommée Lalla Tama'zuzt (« Dame Aimée ») par les Berbères.

## Œuvres
- Sur l'emploi du démonstratif introduisant la proposition subordonnée relative dans le parler des Aït-Hichem, in Mémorial André Basset (1895-1956), Maisonneuve, 1957
- Kabylie côté femmes. La vie féminine à Aït Hichem (1937-1939), présentation de Camille Lacoste-Dujardin, photographies, index onomastique, lexique, Édisud, 1990   — compte rendu : Jean-Pierre Digard, L'Homme, n° 129, 1994  p. 204-206 [lire en ligne]
- Germaine Laoust-Chantreaux, Camille Lacoste-Dujardin, Leïla Sebbar, Mémoires de Kabylie. Scènes de la vie traditionnelle 1937-1939, Édisud, 1994

### Articles
- « Le tissage sur métier de haute lisse à Aït-Hichem et dans le Haut-Sébaou (avec 28 figures et 32 photos hors texte) », Revue africaine, n° 85, p. 78-116, p. 212-229 ; n° 86, p. 261-313, 1941-1942
- « Feuillets kabyles (Aït-Hichem, 1937-1938) », Études et documents berbères, n° 12, 1985, p. 139-160
- « Quelques contes kabyles dans le parler d'Ait-Hichem », Études et documents berbères, n° 5, 1989, p. 105-123
- « Notes sur un procédé de tissage », Hespéris, 1946, t. XXXIII, 1er-2ème trimestre, p. 65-82
- « Les tissages décorés chez les Beni Mguild », Hespéris, 1945, t. XXXII, p. 19-43 [lire en ligne]

## Documentaire
- Hélène Lioult, Les voyages de Lalla Tama'zust, femmes de Kabylie, au prisme de Germaine Laoust-Chantréaux, ethnographe des années 30, Airelles Vidéo, 1993  — Lalla Tama’Zust est le surnom donné à Germaine Laoust–Chantreaux à Aït Hichem [voir en ligne]